# Oestokerkus megacholix
L'oestocherco (Oestokerkus megacholix) è un artropode marino estinto, appartenente ai megacheiri. Visse nel Cambriano inferiore (circa 515 milioni di anni fa) e i suoi resti fossili sono stati ritrovati in Australia.

## Descrizione
Questo animale possedeva un corpo di forma pressoché ovoidale, dotato di una testa (cephalon) molto grande che occupava più di un terzo della lunghezza del corpo. La lunghezza totale dell'animale non arrivava a 5 centimetri. Gli occhi in posizione laterale erano piuttosto grandi, mentre il carapace era formato da undici segmenti che ricoprivano un corpo bombato e piuttosto alto. La coda (telson) era costituita da un elemento forcuto, che si ampliava verso la parte terminale in una sorta di ventaglio terminante in cinque paia di spine robuste e ricurve. Sotto la testa erano presenti robuste appendici segmentate, che si protendevano all'indietro ed erano dotate di lunghi flagelli.

## Classificazione
Oestokerkus è stato descritto per la prima volta nel 2011, sulla base di alcuni fossili ritrovati nella Emu Bay Shale nell'Isola dei Canguri (Australia). È considerato un tipico rappresentante dei megacheiri (Megacheira), un bizzarro gruppo di artropodi vissuti nel Cambriano, dotati di lunghe appendici anteriori. In particolare, Oestokerkus sembrerebbe essere strettamente imparentato con Leanchoilia, un artropode del Cambriano i cui fossili sono stati ritrovati in Nordamerica e in Cina. A differenza di quest'ultimo e di altri generi simili come Alalcomenaeus, Oestokerkus possedeva un telson biforcuto e dotato di espansioni nella zona terminale, con tanto di spine ricurve e robuste.